# Gianni Lotteringhi
Gianni Lotteringhi è uno dei racconti che si trovano tra le cento novelle scritte da Giovanni Boccaccio nel Decameron. In questa giornata le storie hanno per tema una natura sleale e ingannevole, influenzate intimamente nelle relazioni amorose.
La settima giornata corrisponde al giovedì e nella quale regna Dioneo.
La prima storia è narrata da Emilia, la quale racconta le vicende di Monna Tessa svolte a Firenze e in seguito a Fiesole.

## Personaggi
Gianni Lotteringhi: un abile e benestante stamaiuolo, addetto alla lavorazione della lana e coniuge di Monna Tessa.
Federigo di Neri Pegolotti: un giovane bello e forte, amante di Monna Tessa.
Monna Tessa: una giovane e bellissima donna, moglie di Gianni Lotteringhi.

## Trama
La novella inizia con una relazione tra Gianni Lotteringhi e sua moglie Monna Tessa. Gianni Lotteringhi, un lavoratore della lana che trascorre la maggior parte della sua vita a lavorare, trascura la moglie, la quale è insoddisfatta della mancanza di amore da parte del marito. Queste stesse ragioni portano la moglie a cercare altri modi per soddisfare i suoi desideri, e tra questi c’è l'idea di cercarsi un amante: Monna Tessa s’innamora di Federigo, un ragazzo bello e forte, al quale una sera lo invita a casa e i due amanti volendosi rivedere di nuovo, pensano a un modo per poter passare ogni notte.aspetta che Gianni arrivi a casa prima del previsto, quindi Tessa deve passare la serata con suo marito, mentre il suo amante aspetta.
Federigo, senza essere stato avvertito, entra in casa e bussa alla porta dove Gianni e Tessa si svegliano spaventati,  e capisce che quella notte non ci sarebbe stato nessun appuntamento e se ne torna a casa. Ma in realtà si narra che Tessa quella sera avesse già rivolto il teschio verso Fiesole, per avvertire Federigo della presenza del marito, e che un contadino passando dall'orto, rivolse accidentalmente il teschio verso Firenze.